# Heinrich Augustin
Heinrich Augustin (* 30. Oktober 1937 in Ottensen, Landkreis Stade; † 23. Februar 2025) war ein deutscher Politiker (CDU).
Nach dem Abitur in Buxtehude studierte Augustin Rechts- und Staatswissenschaften sowie Landwirtschaft in Göttingen und Hamburg. Nach dem Diplomexamen im Jahr 1964 erfolgte die Hofübernahme und Tätigkeit als praktischer Landwirt. Im Jahr 1969 schloss er die Meisterprüfung erfolgreich ab. 
Augustin war ab 1967 Mitglied der CDU. Er war Bezirksvorsitzender der Jungen Union und später stellvertretender Bezirksvorsitzender der CDU sowie Mitglied des Kreis- und Bezirksvorstandes. Von 1964 bis 1972 war Augustin Ratsherr der Gemeinde Ottensen. Nach der Eingemeindung Ottensens war er von 1972 bis 1986 Ratsherr von Buxtehude sowie von 1976 bis 1986 zweiter stellvertretender Bürgermeister der Stadt Buxtehude. Von 1976 bis 2001 war er Mitglied des Kreistages des Landkreises Stade, Vorsitzender des Finanzausschusses sowie ab 1983 CDU-Fraktionsvorsitzender. In der 11. und 12. Wahlperiode, vom 21. Juni 1986 bis zum 20. Juni 1994, war er Mitglied des Niedersächsischen Landtages.
Im Jahre 2003 wurde Heinrich Augustin das Bundesverdienstkreuz am Bande verliehen.
Der Mediziner Matthias Augustin ist einer seiner Söhne.

## Quelle
- Barbara Simon: Abgeordnete in Niedersachsen 1946–1994. Biographisches Handbuch. Hrsg. vom Präsidenten des Niedersächsischen Landtages. Niedersächsischer Landtag, Hannover 1996, S. 24.